# Devotional
Albums de Depeche Mode
Strange Too
(1990) The Videos 86-98
(1998)
Devotional (aussi écrit devotional) est un concert filmé de Depeche Mode, comprenant un concert en entier de leur tournée Devotional Tour en 1993-1994. Le concert a été filmé à Barcelone au Palau Sant Jordi, au Stade Couvert Régional de Liévin et enfin à Francfort au Festhalle. Le concert filmé par Anton Corbijn, est sorti à l'origine en 1993 et a été nommé pour le Grammy Award de la meilleure vidéo musicale en 1995. La bande sonore a été enregistrée entièrement à Liévin au Stade Couvert Régional le 29 juillet 1993. Ce concert filmé est le dernier du groupe à comprendre Alan Wilder avant son départ du groupe en 1995.
Le film est ressorti en DVD en 2004 avec une piste audio 5.1. Le film reste le même, mais il comprend des bonus, comme des chansons qui ont été laissés de côté à l'époque pour des questions de temps, étant donné les limitations contraintes par la capacité des VHS. Ces bonus sont les titres Halo et Policy of Truth qui restent cependant séparés du concert en entier. Les bonus comprennent aussi les projections qui ont été montrées sur le grand écran pendant les chansons, une interview de Corbijn au sujet de son travail sur Devotional, mais aussi des photos du programme du Devotional Tour et du Exotic Tour, sans oublier les clips vidéos de Songs of Faith and Devotion.

## Liste des chansons
- Toutes les chansons sont l'œuvre de Martin L. Gore.

VHSBMG / 74321 17213-3
1. Intro
2. Higher Love
3. World in My Eyes
4. Walking in My Shoes
5. Behind the Wheel
6. Stripped
7. Condemnation
8. Judas
9. Mercy In You
10. I Feel You
11. Never Let Me Down Again
12. Rush
13. In Your Room
14. Personal Jesus
15. Enjoy the Silence
16. Fly on the Windscreen
17. Everything Counts
18. Death's Door (sous forme audio seulement, joué pendant les crédits à la fin du film)

DVDMute Film / DMDVD4 (2004)
Disque un
1. devotional: a performance filmed by anton corbijn (voir plus haut pour la liste des chansons)

Chansons bonus
1. Halo
2. Policy of Truth

Disque deux
1. Projections sur écran[2]
  1. Walking in My Shoes
  2. Stripped
  3. Condemnation
  4. Judas
  5. I Feel You
  6. Never Let Me Down Again[3]
  7. In Your Room
  8. Enjoy the Silence
2. Clips musicaux
  1. I Feel You
  2. Walking in My Shoes
  3. Condemnation
  4. In Your Room
  5. One Caress
  6. Condemnation (live) (Mixé avec le clip de projection de la tournée)
3. Documentaire de MTV - Depeche Mode Rockumentary 1993
4. Monologue de Anton Corbijn - Un court métrage de James Rose
5. Programmes du Devotional Tour (et de l'Exotic Tour)

UMDMute Film / DMUMD4
1. devotional: a performance filmed by anton corbijn (voir plus haut pour la liste des chansons)

## Musiciens
- Dave Gahan - chant principal
- Martin Gore - guitare, synthétiseur, chant secondaire et principal
- Alan Wilder - batterie, clavier, piano, synthétiseur, chant secondaire
- Andrew Fletcher - synthétiseur
- Hildia Campbell - choriste
- Samantha Smith - choriste